# 1970年體育
1970年重要國際體育賽事包括：
- 第九屆世界盃足球賽；5月30日至6月21日於墨西哥舉行

## 體育大事

### 4月至6月
- 6月21日——巴西以四比一擊敗意大利第三次奪得世界盃足球賽冠軍。

## 足球
主條目：1970年足球